# Classement des crus de Champagne

Carte des vignobles de la région Champagne.

Le classement des crus de Champagne s'est développé au milieu du XXe siècle comme moyen de fixer le prix des raisins cultivés dans les villages de la région viticole de Champagne. Contrairement à la classification des vins de Bordeaux de 1855 ou des grands crus de Bourgogne, la classification des vignobles de Champagne se base sur le village où se trouvent les vignobles. Un système de percentiles connu sous le nom d'Échelle des Crus agit comme un système proportionnel pour déterminer le prix des raisins. 
Les vignobles situés dans des villages à taux élevé recevront des prix plus élevés pour leurs raisins que les vignobles situés dans des villages à taux plus faible. Si le système de l'Échelle des Crus a été conçu à l'origine comme une échelle de 1 à 100 points, dans la pratique, les villages les moins bien notés sont classés à 80 %. Les villages de premiers crus sont notés entre 90 et 99 %, tandis que les villages les mieux notés, avec une note de 100 %, sont des grands crus.

## Origines
Avant le développement du système de l'Échelle des Crus, l'industrie champenoise fonctionnait sur une dynamique commerciale qui favorisait fortement les maisons de champagne par rapport aux vignerons. La fabrication d'un vin mousseux étant une entreprise coûteuse et longue, la plupart des vignerons n'avaient pas les moyens ou les finances nécessaires pour produire eux-mêmes du champagne. Ils vendaient donc leurs raisins aux maisons de champagne qui produisaient les vins. Afin d'accroître leurs bénéfices, certaines maisons de champagne se tournaient vers d'autres régions que la leur pour trouver du raisin. Le développement du réseau ferroviaire national français au milieu du XIXe siècle a permis d'accéder facilement à des raisins moins chers provenant de la vallée de la Loire et du Languedoc. Les vignerons champenois s'indignent de ces pratiques, estimant qu'en utilisant des raisins « étrangers » pour produire du mousseux, on ne produit pas du vrai champagne. Ils ont demandé l'aide du gouvernement et une loi a été adoptée, exigeant qu'au moins 51 % des raisins utilisés pour fabriquer du champagne proviennent de la région de Champagne elle-même.
Les propriétaires de vignobles étant beaucoup plus nombreux que les producteurs, les maisons de Champagne ont utilisé cette dynamique d'offre excédentaire et de demande limitée à leur avantage. Elles engageaient des agents, appelés commissionnaires, pour négocier les prix avec les viticulteurs. Ces commissionnaires étaient payés en fonction du prix le plus bas qu'ils pouvaient négocier et nombre d'entre eux employaient des tactiques peu recommandables pour parvenir à leurs fins, y compris la violence et l'intimidation. Certains commissionnaires cherchaient ouvertement à obtenir des pots-de-vin des viticulteurs, souvent sous la forme de raisins supplémentaires qu'ils vendaient eux-mêmes pour réaliser un bénéfice supplémentaire. Les prix qu'ils parvenaient à négocier couvraient à peine le coût de l'agriculture et de la récolte, laissant de nombreux vignerons champenois dans la pauvreté. Avec la menace constante de voir les maisons de Champagne ignorer la loi et utiliser davantage de raisins « étrangers », les tensions étaient déjà vives entre les vignerons et les maisons de Champagne lorsque la fin du XIXe siècle et le début du XXe siècle ont apporté avec eux les ravages de l'épidémie de phylloxéra et une série de mauvaises conditions météorologiques et de mauvais millésimes. Les tensions ont culminé avec les émeutes champenoises de 1910 et 1911. 
Pour éviter le type de situation qui a conduit aux émeutes, les producteurs et les viticulteurs de la région de Champagne ont conclu un accord qui a mis au point le système de l'Échelle des Crus, dans lequel les prix seraient fixés par un comité mixte de producteurs et de viticulteurs, appliqués équitablement et basés sur la qualité présumée des vignobles d'un village. Récemment[Quand ?], il a été question de modifier la classification et d'adopter un système « à la bourguignonne » dans lequel les vignobles, plutôt que les villages, seraient à la base des évaluations. Les critiques affirment qu'un système basé sur l'évaluation d'un village entier ne tient pas compte des différences de terroir à l'intérieur de la vaste zone d'un village.

## Structure tarifaire

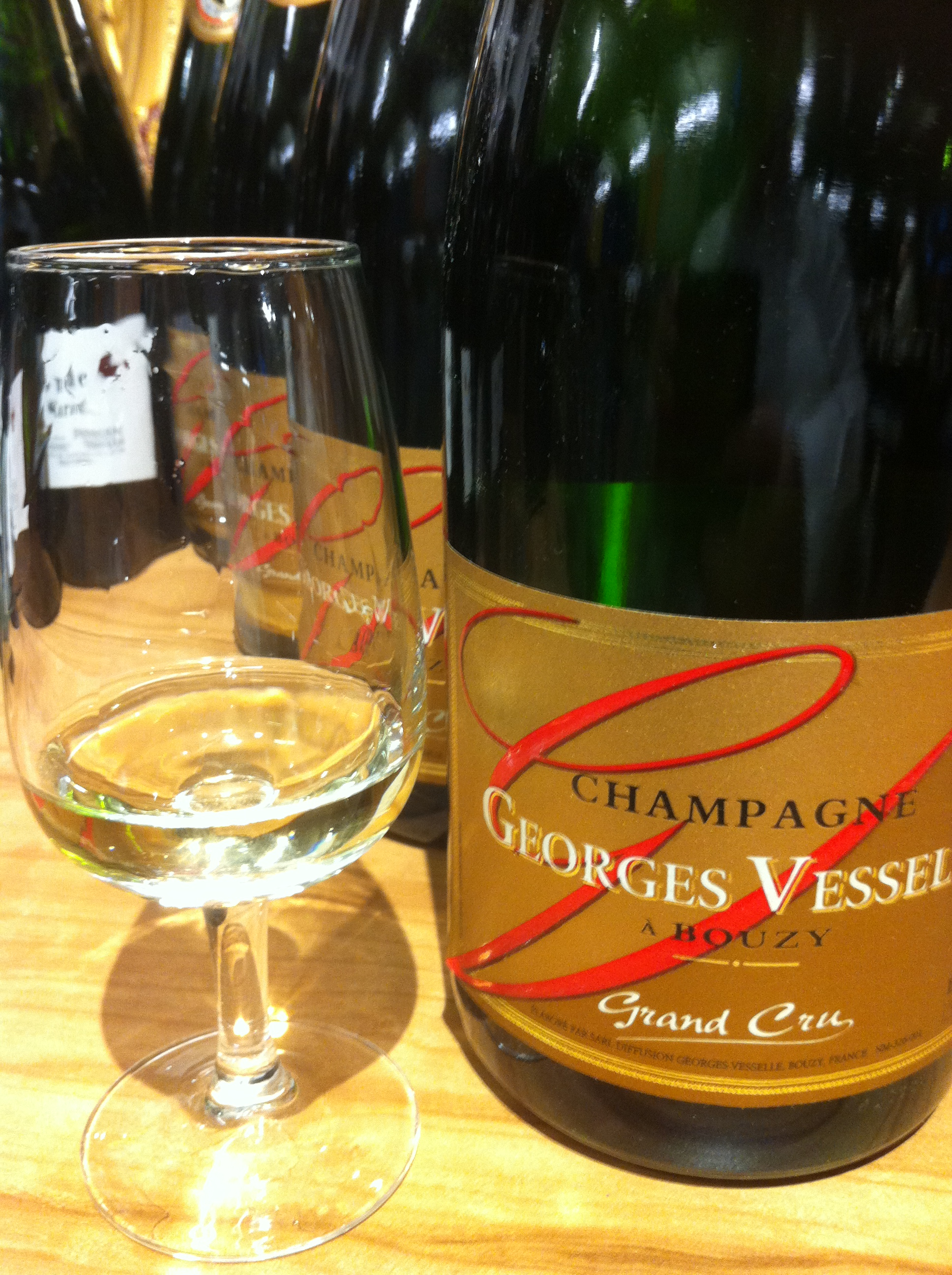
Champagne Grand Cru.

L'Échelle des Crus a été établie à l'origine comme une structure de prix fixe. Le prix d'un kilo de raisin était fixé et les propriétaires de vignobles recevaient une fraction de ce prix en fonction de la cote du village où ils se trouvaient. Les vignobles des villages de grands crus recevaient 100 % du prix, tandis que les villages de premiers crus classés 95 recevaient 95 % du prix, et ainsi de suite. Désormais, la dynamique commerciale entre les maisons de champagne et les propriétaires de vignobles n'est pas aussi strictement réglementée, mais le système de classification sert toujours à déterminer les prix, les vignobles des grands et premiers crus recevant beaucoup plus pour leurs raisins que les vignobles des villages classés en dessous de 90 %. 

## Grands Crus

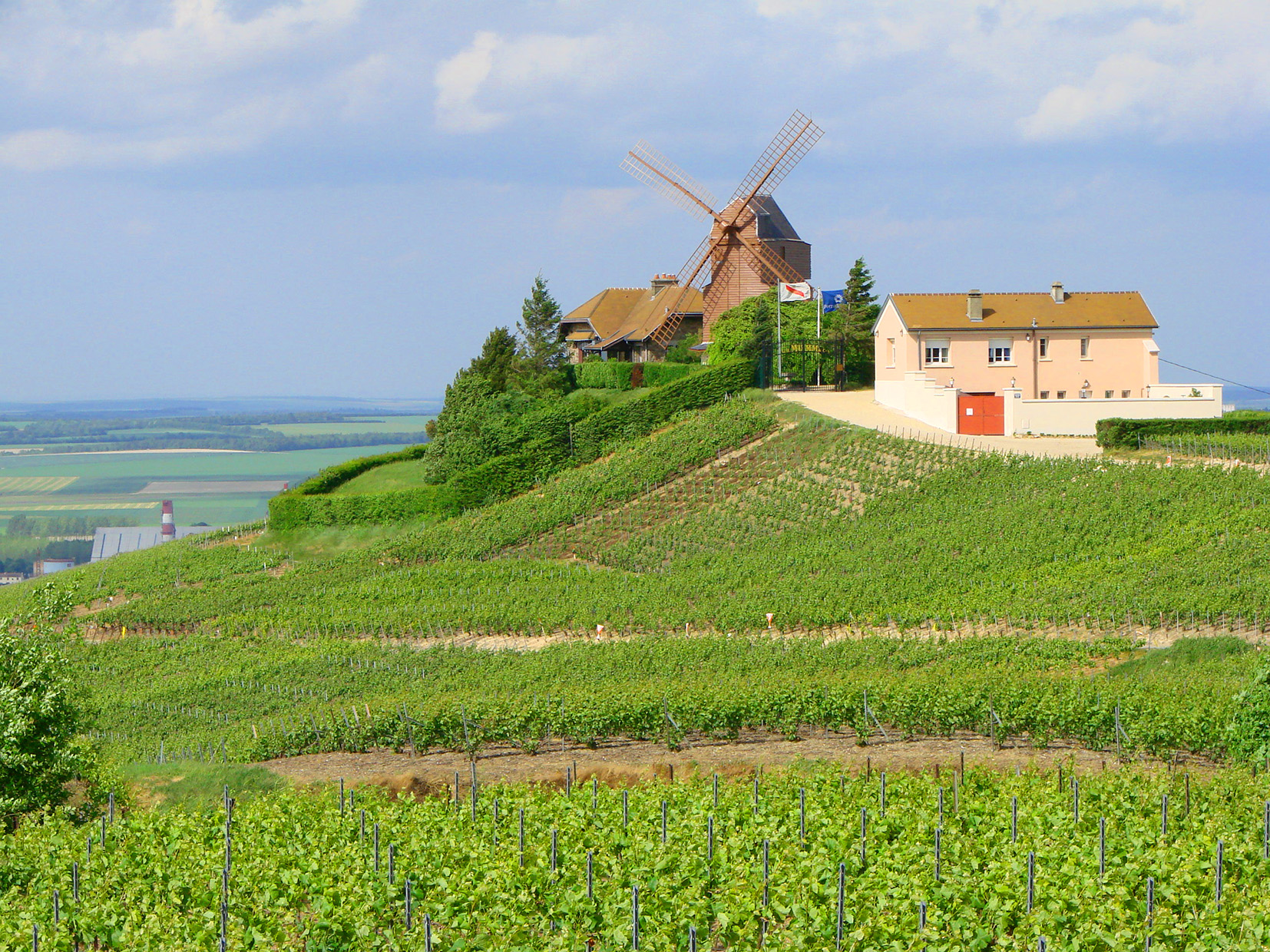
Vignoble du village Grand Cru Verzenay.

À la création de l'Échelle des Crus, 12 villages ont reçu le statut de Grand Cru. En 1985, ce nombre a été porté à 17 avec la promotion de cinq villages (Chouilly, Le Mesnil-sur-Oger, Oger, Oiry et Verzy). Moins de 9 % de l'ensemble des vignobles plantés en Champagne ont reçu la nomination de Grand cru à 100 %. Les Grands crus actuels de la Champagne sont les suivants :
- Ambonnay
- Avize
- Aÿ
- Beaumont-sur-Vesle
- Bouzy
- Chouilly
- Cramant
- Louvois
- Mailly Champagne
- Le Mesnil-sur-Oger
- Oger
- Oiry
- Puisieulx
- Sillery
- Tours-sur-Marne
- Verzenay
- Verzy

## Utilisation en Champagne
Le champagne est avant tout le produit d'un vaste assemblage - de différents cépages, de différents millésimes et de différents vignobles - un assemblage non millésimé typique étant composé de raisins provenant de jusqu'à 80 vignobles différents. Toutefois, pour leur cuvée de prestige (comme le Dom Pérignon de Moët et Chandon ou le Cristal de Louis Roederer), les producteurs de champagne limitent souvent les sources de raisins aux vignobles Grand cru (et parfois Premier cru). Bien que les champagnes à vignoble unique soient rares, il en existe, comme le Clos du Mesnil de Krug qui provient d'un vignoble de grand cru situé au Mesnil-sur-Oger. Les Champagnes de vignerons, produits par un seul producteur et propriétaire de vignoble, situés dans des villages de grand cru, étiquetteront souvent leurs vins « 100 % grand cru » s'ils peuvent prétendre à cette appellation.